# Zapruddzie (sielsowiet Padhorje)
Zapruddzie (biał. Запру́ддзе, ros. Запрудье, Zaprudje) – wieś na Białorusi w rejonie mohylewskim obwodu mohylewskiego. Wchodzi w skład sielsowietu Padhorje.
Wieś Zaprudzie ekonomii mohylewskiej w drugiej połowie XVII wieku. 